# Radviliškis
Radviliškis er en by i det nordlige Litauen, med et indbyggertal på ca. 20.000(2008). Byen ligger i Šiauliai apskritis, og er et vigtigt jernbaneknudepunkt i Litauen.

## Navn og våbenskjold
Angiveligt stammer navnet Radziwiłł-slægten (litauisk: Radvila). Radviliškis tilhøte familien i mere end 200 år fra 1546 til 1764.
En stejlende, lysende hest, der repræsenterer kommunikation, bevægelse, byudvikling og blomstring, er afbildet i Radviliškis' våbenskjold. Lyset er et symbol på civilisationens rolle i byens udvikling. Det blev skabt af kunstneren Laima Ramonienė i 1992.

## Historie
Radviliškis blev grundlagt i slutningen af 1400-tallet. Byen blev første gang omtalt i en bog om statens økonomi af M. Downar-Zapolsky, der listede byernes skatteydere i 1567. I 1687 gav Jonas Sobieskis, konge af Litauen og Polen, Radviliškis retten til at holde marked.
Radviliškis blev mange gange hærget af militære styrker, pest og sult fra 16 til 1800-tallet. Under pesten 1708-1710 døde samtlige indbyggere i Radviliškis.
Byens vækst indledtes da Liepāja-Romny (Ukraine) jernbanen, der går igennem byen, blev bygget i 1870 og Radviliškis-Daugavpils linjen, der blev bygget i 1873. Flertallet af indbyggerne var på det tidspunkt jernbanearbejdere.
I 1999 blev en skulptur af sejrsgudinden Nike, skabt af billedhuggeren P. Mazuras, afsløret i centrum af Radviliškis. Skulpturen markerer firsårsdagen for sejren over den "Westrussische Befreiungsarmee" der kæmpede mod Bolsjevikkerne og havde angrebet de nyligt uafhængige stater i Litauen og Letland.

## Transport
Byen er hjemsted for den største godsrangerbanegård i Baltikum, hvor ruterne til de vigtigste byer i Litauen og Letland mødes. Med det kraftige fald af passagertrafikken på jernbanen i Litauen er betydningen for persontransport faldet betydeligt de senere år.
Byen ligger ved Europavej E 272, (Klaipėda – Palanga – Šiauliai – Panevėžys – Vilnius), fra Panevezys hedder E 272 A 2 og er motorvej.

## Bydele i Radviliškis
Radviliškis er inddelt i 12 seniūnija:
| - Aukštelkai - Baisogala - Grinkiškis - Raudondvaris | - Radviliškis opland - Radviliškis by - Sidabravas - Skėmiai | - Šaukotas - Šeduva - Šiaulėnai - Tyruliai |

## Radviliškis' venskabsbyer
Radviliškis har 10 venskabsbyer:
| - Valga, Estland - Njasvizj, Hviderusland - Carmel, Israel - Valka, Letland - Stathelle, Norge | - Lillehammer, Norge - Gniezno, Polen - Grodzisk Mazowiecki, Polen - Skara, Sverige - Spay, Tyskland |

## Seværdigheder
Radviliškis, der er anlagt i et moseområde, er berømt for sin jernbane og sine spurve, der var sorte af røgen fra de mange lokomotiver i jerbaneknudepunktet samt sine "kogleaks".
Træklokketårnet ved den Hellige Jomfru Marias kirke, er en anden seværdighed. Det blev bygget i 1878 og er brændt ned to gange. Tårnet blev rekonstrueret i 1984.

## Galleri
- Kogleaks
- Træklokketårnet ved den Hellige Jomfru Marias kirke